# Culture du viol

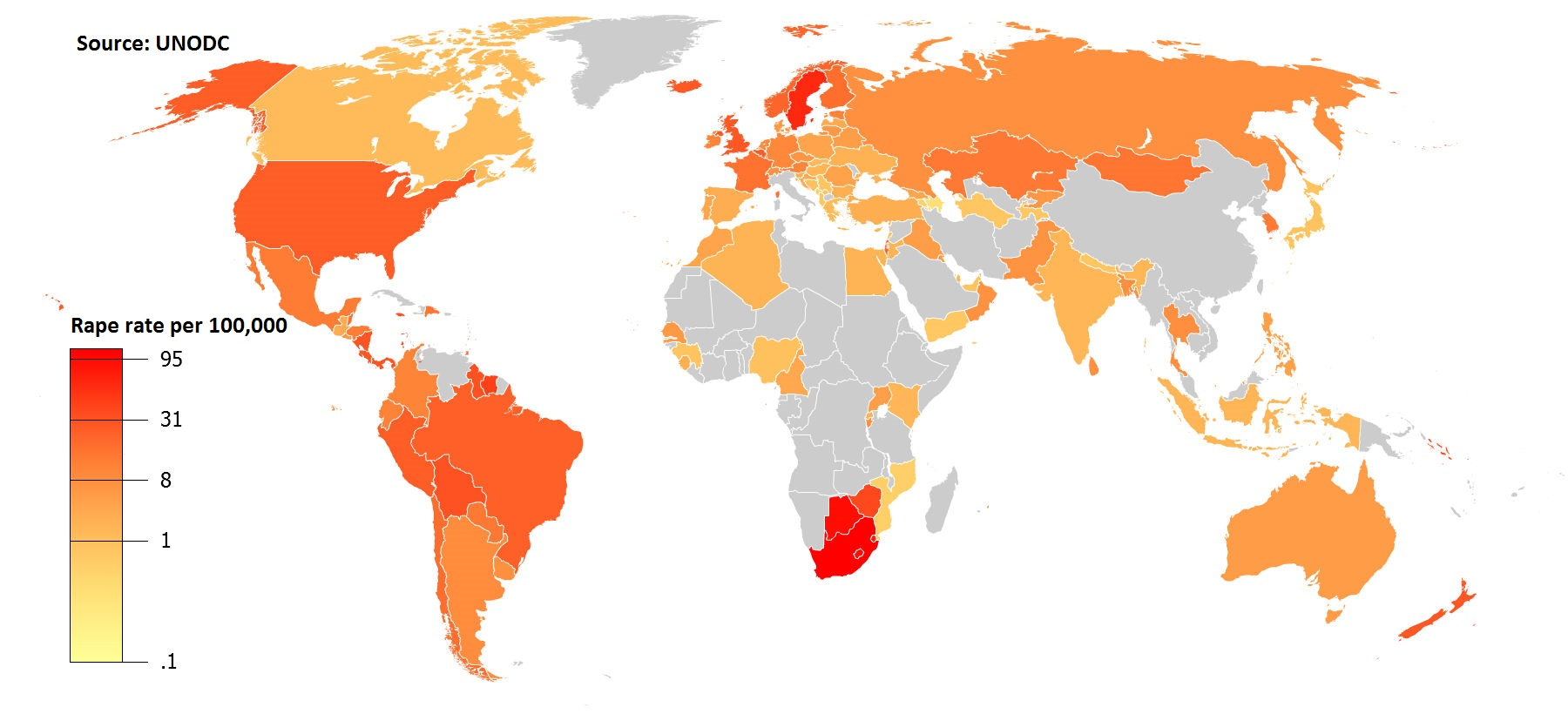
Nombre de viols déclarés par pays pour 100000 habitants entre 2010 et 2012.

La culture du viol est un concept sociologique utilisé pour qualifier un ensemble d'attitudes et de comportements, partagés au sein d'une société donnée, et qui minimisent, normalisent, voire encouragent le viol. Cette culture, comme les autres usages sociologiques du terme culture, renvoie à l'idée que, dans une société donnée, les gens partagent des idées, des croyances et des normes sociales. Dans le cas de la culture du viol, ce bagage culturel partagé est perçu comme permettant voire encourageant le viol. De plus, la culture du viol est vue de façon graduelle, allant de l'institutionnalisation du viol jusqu'à ses sanctions sommaires. Dans sa forme la plus polarisée, la culture du viol se manifeste par le fait, par exemple, que les femmes sont la propriété des hommes qui leur refusent tout respect ainsi que le droit de contrôle et de maîtrise de leur propre corps. Dans ce cas prévalent des attitudes et des pratiques qui approuvent le viol considéré alors comme un fait normal.

## Origine et diffusion du concept

### Origine
L'expression « culture du viol » est apparue aux États-Unis lors de la seconde vague du mouvement féministe, plus précisément au sein du féminisme radical, et a été ensuite attribuée à la culture américaine contemporaine dans son intégralité,.
Dans les années 1970, des féministes avaient commencé à engager des efforts de prise de conscience visant à éduquer le public sur la fréquence du viol. Auparavant, selon la professeure de psychologie canadienne Alexandra Rutherford (en), la plupart des Américains supposaient que le viol, l'inceste et les violences conjugales envers les femmes constituaient des faits rares. Se référant à un passage de l'ouvrage de Flora Davis Moving the Mountain, Alexandra Rutherford écrit : « Until the 1970s, most Americans assumed that rape, incest, and wife-beating rarely happened ».
L'idée d'une culture du viol posa comme principe que le viol était un fait habituel dans une telle culture et qu'il était une des manifestations extrêmes du sexisme et de la misogynie normalisée dans la société. Dans ce contexte, le viol est redéfini comme un crime lié à la violence plutôt que considéré comme relevant du sexuel. Au lieu de se focaliser sur la recherche du plaisir sexuel, le viol se cristalliserait en effet sur la domination masculine, l'intimidation et le sentiment de contrôle sur les normes liées aux genres,,. On commença de plus à considérer le viol du point de vue de la victime et non plus de l'agresseur.
Dès 1971, Susan Griffin affirme dans Rape: The All-American crime, que puisque le viol est absent de certaines cultures comme le montre Margaret Mead, « loin de croire que le contrôle du viol est appris, les comparaisons avec d'autres cultures nous amènent à soupçonner que, dans notre société, c'est le viol lui-même qui est appris. […] Le viol n'est pas un acte isolé qui peut être éradiqué du patriarcat sans en terminer avec le patriarcat lui-même ».
En 1974, Noreen Connell et Cassandra Wilson des New York Radical Feminists emploient l'expression « culture du viol » dans leur livre Rape: The First Sourcebook for Women. Cet ouvrage est l'un des premiers à proposer des récits de viol à la première personne et contribue à sensibiliser le public à cette question. Le groupe y déclare : « notre but ultime est d'éliminer le viol et ce but ne peut être atteint sans une transformation révolutionnaire de notre société ». Les auteures entendent démontrer que le viol est un crime plus commun que ce qu'on croit.
Le terme est popularisé en 1975 par le documentaire américain Rape culture. Il est défini par l'ONU Femmes comme « l’environnement social qui permet de normaliser et de justifier la violence sexuelle, alimentée par les inégalités persistantes entre les sexes et les attitudes à leur égard ».

### Diffusion

#### Au Québec
En octobre 2016, au Québec, à la suite d'une série d'agressions dans une cité universitaire de l'université Laval donnant lieu à quinze plaintes dont quatre pour agression sexuelle,,, la vague d'émotion suscitée dans le public encourage une jeune femme, Alice Paquet, à déposer plainte contre le député Gerry Sklavounos pour agressions sexuelles. Lors de la tempête médiatique qui s'ensuit, un blogueur révèle le passé d'escort de la jeune femme. L'information est reprise dans le journal Le Devoir ce qui la pousse à publier une lettre publique dans laquelle elle regrette qu'une telle information puisse avoir une incidence sur le bris de consentement dont elle a été victime et invite les femmes à la solidarité pour combattre « la culture du viol ». Des manifestations sont aussitôt organisées à Montréal, à Québec, à Saguenay, à Sherbrooke et à Gatineau contre la culture du viol. En février 2017, le directeur des poursuites criminelles et pénales décide de ne pas porter d'accusation contre Gerry Sklavounos et aucune suite ne sera donnée aux accusations de la jeune femme,,.
En octobre 2016, une somme de 2,5 millions de dollars est allouée à la professeure Shaheen Shariff de l'université McGill pour déterminer s'il existe ou non une culture du viol sur les campus d'université. Cette recherche fait collaborer dix universités dans ce projet qui s'étale sur sept années. Shaheen Shariff et son assistante de recherche se déclarent d'emblée persuadées de la réponse positive qui sera donnée à la question et soutiennent que « le but est de faire prendre conscience aux étudiants des comportements à adopter, en travaillant avec les partenaires de notre organisation »[réf. nécessaire].
En décembre 2016, le rapport de l’« enquête sexualité, sécurité et interactions en milieu universitaire » (ESSIMU) est publié. 9 284 étudiants de six universités québécoises francophones sont interrogés entre autres sur leur connaissance du phénomène de la culture du viol et, quand il leur est déjà connu, sur leur estimation de son niveau de gravité dans leur université. L'enquête, qui contient des questions auxquelles il est possible de répondre par « pas du tout », « un peu », « moyennement », « beaucoup » ou « totalement », révèle notamment un niveau de familiarité avec l'expression « culture du viol » légèrement plus élevé chez les femmes (17,7 % des femmes interrogées s'en disent « totalement » familière) que chez les hommes (9,3 %) et significativement plus élevé chez les minorités de genre (38,2 %). Chez les personnes déclarant avoir connaissance de l'expression, les minorités de genre considèrent de façon significativement plus élevée (23,5 % répondent « totalement ») que la culture du viol est un problème dans leur université.

#### En France
C'est Éric Fassin, introducteur en France de Trouble dans le genre de Judith Butler, qui le premier évoque la culture du viol dans un article scientifique de 1997 portant sur la polémique des date rape (« agressions masculines dans le contexte du rendez-vous amoureux ») aux États-Unis. Ces controverses entre féministes américaines suivent la découverte dans les années 1980 que 57 % des viols seraient commis lors d'un « rencard » par un agresseur connu de la victime. La notion n'est pas reprise par la communauté universitaire française.
À la fin des années 2000, l'expression de « culture du viol » émerge peu à peu dans la presse écrite, en particulier en ligne, évoquant tout d'abord un phénomène propre aux campus universitaires américains[réf. nécessaire]. Peu à peu, les médias associent cette notion à la culture américaine mondialisée, puis au contexte et à la culture française[réf. nécessaire].
En 2003, dans Fausse route, Élisabeth Badinter mentionne la rape culture en affichant le plus grand scepticisme.
En janvier 2012, une juriste et chercheuse française, Marcela Iacub, publie un livre intitulé Une société de violeurs ? dans lequel elle s'oppose aux revendications juridiques de certains groupes féministes qui considèrent le traitement juridique du viol comme trop clément.
En 2017, Marlène Schiappa, la secrétaire d'État chargée de l'Égalité entre les femmes et les hommes, fait paraître Où sont les violeurs ? Essai sur la culture du viol dans lequel elle écrit : « Ceci n'est pas un essai sur le viol, mais sur la culture du viol. Il ne s'agira pas ici de résilience, de guérir ou de se remettre, de stratégies d'évitement du viol ou de récits de viols. Il s'agit de traiter ce qui constitue une culture du viol : la façon dont le Story telling, le récit et l'analyse des agressions sexuelles et des viols contribuent à les banaliser, à les justifier, à les excuser, à les moquer, voire à les érotiser et même à les encourager. »
En 2018, l'ouvrage En finir avec la culture du viol de Noémie Renard se veut une synthèse sur le sujet et traite de nombreux aspects de la culture du viol : l'impunité juridique et sociale des agresseurs sexuels, les mythes sur le viol et les représentations erronées autour des violences sexuelles, le lien entre inégalités sociales et violences sexuelles, et enfin, les contraintes et violences rencontrées par les femmes dans leurs interactions sexuelles avec les hommes,.
En 2019, Jean-Claude Kaufmann publie Pas envie ce soir, qui revient sur l'histoire, l'actualité et le fonctionnement des viols conjugaux. Il s'interroge sur les relations sexuelles non désirées par une personne du couple et qui accepte le fait qu'« avoir un rapport sexuel ferait partie des “sacrifices ordinaires” ».
En 2024, l'affaire des viols de Mazan, très médiatisée, met le concept de culture du viol sur le devant de la scène,,.

## Éléments de la culture du viol
Selon les chercheurs en psychologie sociale étudiant ce phénomène, la culture du viol véhiculerait des représentations tendant à réhabiliter les agresseurs et blâmer les victimes. Plusieurs mécanismes sont à l’œuvre, et notamment les stéréotypes du « vrai viol » et de la « vraie victime » dont découlent des idées reçues justifiant les violences sexuelles (appelées « mythes sur le viol ») et le blâme des victimes.

### Stéréotypes du «vrai viol» et de la «vraie victime»
Dans l'imaginaire collectif, le viol consiste en une pénétration vaginale (ou anale) par le pénis, il est commis dans l'espace public, par un inconnu, de sexe masculin, armé et fou, qui déploie sa violence physique pour contraindre sa victime. Cette perception constitue le stéréotype du « vrai viol ». Or ce type de cas de figure ne représente qu'une minorité de cas, la plupart des violences sexuelles étant commises par une personne de l'entourage de la victime, et sans usage de violence physique. Ce stéréotype permet de disqualifier tous les viols s'éloignant de ce cliché : viols digitaux ou par fellation, commis par une femme, une mère sur son enfant, par une personne bien intégrée dans la société, un proche, un conjoint, sans violence physique, etc. Selon Noémie Renard, « les viols se rapprochant du stéréotype du « vrai viol » sont davantage signalés, jugés et condamnés. Par ailleurs, plus le viol s’éloigne des clichés, plus la victime aura tendance à retirer sa plainte. Cette différence de traitement entre les "vrais viols" et les autres intervient ainsi à toutes les étapes du processus judiciaire ».
Quant à la « vraie victime », l'imaginaire collectif exclut toute possibilité qu'il puisse s'agir d'un homme. Elle s'est débattue de toutes ses forces. Elle a aussi un comportement rationnel : elle signale son agression le plus rapidement possible et coupe tout contact avec l'agresseur. La « vraie victime » a un comportement moralement irréprochable : elle n'a pas été « provocante », n'a pas cherché à séduire son agresseur et n'a pas commis de fautes d'imprudence (se rendre dans l'appartement de son agresseur, boire plus que de raison, etc.). Toute victime s'éloignant de ce stéréotype risque d'être considérée comme peu crédible, voire comme étant responsable de ce qui lui est arrivé.

### Mythes sur le viol
Les mythes sur le viol peuvent être regroupés en trois catégories : la négation ou minimisation du viol, la négation du non-consentement de la victime, le blâme de celle-ci.

#### Négation et minimisation du viol
Cela consiste à affirmer qu'il ne s'est rien passé ou que « ce n'est pas si grave »,. Il arrive ainsi de remettre en cause la parole de la victime ou d'entendre parler du viol comme d'une chose normale : « Les lois sont comme les femmes, elles sont faites pour être violées » a déclaré en 2012 le député espagnol José Manuel Castelao Bragaña.
Ce mythe est également mobilisé face à des situations éloignées du stéréotype du « vrai viol » : s'il n'y a pas eu de violence, si la pénétration a été effectuée avec un doigt, si c'est le conjoint, si la victime est un homme, si l'agresseur est une femme, alors ce n'est pas « vraiment » un viol. Ainsi, un viol commis au domicile de l'agresseur ou de la victime par une personne connue de celle-ci se verra ainsi discrédité car ne correspondant pas à cette image fantasmée,.
Les hommes victimes de viol font l'objet de deux mythes menant à la négation ou à la minimisation du viol :
- Les hommes victimes de viol ne seraient pas vulnérables. C'est oublier que parfois les jeunes garçons peuvent être faibles et vulnérables face à des malfaiteurs, qui sont souvent plus forts et peuvent utiliser n'importe quel moyen[49]. Un homme adulte peut aussi ne pas pouvoir se défendre, ou avoir peur de le faire. Il peut aussi être manipulé, ou être sous l'emprise de la drogue ou de l'alcool.
- Les hommes victimes de viol seraient moins traumatisés. Or beaucoup d'études montrent que les effets à long terme sont très néfastes pour les deux sexes, et que les hommes sont peut-être plus affectés à cause de la stigmatisation sociale et de l'incrédulité entourant leur victimation[49]. Eogan et Richardson notent que les hommes tendent à ressentir une colère plus intense que les femmes, et que les deux sexes traversent des sentiments de détresse similaires après un viol.

Enfin, on voit parfois le viol nié au motif que l'agresseur n'était pas conscient d'imposer sa volonté, comme le précise par exemple une ordonnance de non-lieu rendue le 16 août 2018 dans l'affaire Sophie Patterson-Spatz contre Gérald Darmanin. Dans ses motivations, le juge indique que « le défaut de consentement ne suffit pas à caractériser le viol. Encore faut-il que le mis en cause ait eu conscience d’imposer un acte sexuel par violence, menace, contrainte ou surprise ».

#### Négation du non-consentement
Ce mythe se retrouve dans les rapports de séduction : on peut parfois entendre dire qu'une femme qui dit « non » pense « oui », et que la séduction consiste à la faire céder. L'image de l'amant entreprenant voire autoritaire, qui néglige de s'assurer du consentement du partenaire, voire outrepasse délibérément son refus (c'est-à-dire le viole) est parfois présentée comme une capacité positive à s'affranchir de limites injustifiées et rébarbatives.
On peut aussi entendre dire qu'un homme violé par une femme serait chanceux. La coordinatrice des Ontario Coalition of Rape Crisis Centres (la coalition pour l'Ontario des centres de réponse aux victimes de viol) Nicole Pietsch a indiqué que les hommes victimes font face à des barrières, notamment un mythe qui voudrait qu'un homme violé par une femme ne peut que l'avoir voulu. Dans ce cas, le public pourra dire que la victime est chanceuse, en caractérisant l'expérience comme positive même si elle ne l'est pas du tout.
La négation du non-consentement de l'homme victime peut aussi se baser sur l'idée qu'une érection impliquerait le consentement. Or Roy J. Levin et Willy Van Berlo ont écrit dans un article dans le Journal of Clinical Forensic Medicine (« Revue de la médecine légale clinique ») qu'une stimulation génitale légère ou du stress peuvent provoquer une érection « même sans la présence de stimulation sexuelle ». Une érection ne veut donc pas dire que l'homme est consentant. Les hommes peuvent avoir des érections même dans des situations sexuelles traumatiques ou douloureuses. Similairement à la réponse érectile féminine, la réponse érectile masculine est involontaire,, ce qui veut dire que l'homme n'a pas besoin d'être excité pour avoir une érection et qu'une stimulation mécanique suffit. Un homme peut aussi avoir une érection par peur ou par intimidation, surtout si la personne est plus âgée ou est une figure d'autorité.
Ce mythe s'immisce parfois jusque chez la victime qui garde longtemps le sentiment que son corps l'a trahi car les zones érogènes sont régies par des mécanismes physiologiques : la victime peut donc être excitée sexuellement, sa sexualité se déconnectant de l'ensemble de son être et créant une ambivalence écœurante. Dès lors, la sexualité de la victime est influencée par les violences subies (dépossession de la sexualité même après le viol). La victime a l'impression d'être marquée au fer rouge. Ce mythe peut être partagé par les violeurs qui ont parfois vu leur victime prendre du plaisir (sexuel) d'autant plus facilement que la victime est isolée et « dressée ».

#### Blâme de la victime
Rappelons que le violeur dispose de nombreux moyens pour harceler sa victime. En effet, il partage avec elle une intimité qu'il peut publiquement évoquer, clairement auprès d'un auditoire qui lui est favorable (lorsque la culture du viol est dominante) ou par des sous-entendus et des gestes dans le meilleur des cas. Ces gestes sont parfois anodins mais peuvent paralyser temporairement la victime en la surprenant : ils évoquent des rituels ou des actes très violents. Il arrive qu'un regard seul suffise.
Pression psychologique et scandale se nourrissent l'un et l'autre. En effet, le retournement de la parole de la victime peut renforcer les dysfonctionnements mentaux produits par le viol. Autrement dit, la victime s'approche une nouvelle fois de la rupture mentale quand elle est niée dans son témoignage, ce qui est aggravé lorsque cette absence de reconnaissance provient des autorités sociétales notamment des professionnels de la justice ou du corps médical. Alors, afin de garder sous contrôle la victime (pour qu'elle n'explose pas), certains augmentent la pression jusqu'au renoncement de la victime.
Parler comporte donc le risque d'une nouvelle humiliation et d'une nouvelle désillusion, ce qui peut vider définitivement les victimes de tout optimisme. Après avoir subi une dégradation de leur corps et de leur psychisme, elles doivent en effet encore trouver la force de résister à la dégradation de leur image et à l'alourdissement du masque social (jouer l'illusion de croire les rouages sociétaux sains et justes). Il n'est alors pas rare que le violeur utilise les solutions adoptées par le plaignant pour illustrer la fragilité de sa victime. Les violeurs n'ont plus qu'à pointer sa fragilité ou son mal-être pour obtenir gain de cause dans l'opinion.
C'est donc en pensant le viol comme favorisé par la domination (et non comme par une pulsion sexuelle) qu'est mis en lumière ce qui détruit la victime et donc les mécanismes que manipulent les violeurs. Par exemple le lien entre le suicide et le viol est aujourd'hui si clairement établi que non seulement un violeur ne pourrait plus évoquer la fragilité de sa victime en évoquant le suicide mais en plus bien mal lui en prendrait de le faire. Le discours dominant joue donc un rôle important dans le recul du viol.
De même, les sanctions encourues par l'auteur du crime peuvent être déplorées.
Ce phénomène contribue fortement à dissuader les victimes de porter plainte et les incite à taire ce qu'elles ont subi, de peur que leur parole, mais aussi leur personne, ne soit discréditée publiquement.

### Obstacles à la dénonciation d'un viol
En 2013, treize étudiantes californiennes portent plainte contre leur université. La police du campus avait rejeté leurs plaintes, ou refusé de leur donner des suites judiciaires, allant jusqu'à répondre à l'une d'elles que si son agresseur n'avait pas eu d'orgasme, c'est qu'il n'y avait pas eu de viol,.
Le coût de la procédure peut aussi être un obstacle important. En effet, si les victimes obtiennent gain de cause, les frais de justice leur seront remboursés, mais beaucoup de procès aboutissent à un non-lieu, et il faut de toute façon pouvoir avancer l'argent.
L'aide pour les hommes victimes de viol est aussi limitée. Contrairement au Canada où le viol commis sur les hommes et les garçons fait l'objet d'une ample communication de la part de l’État,, les statistiques, études et plaquettes informatives spécifiquement dédiées aux hommes victimes de viol restent très peu nombreuses en France, voire totalement absentes pour ce qui est de la communication orientée vers les hommes. De plus, aucun centre d’accueil de victime en France n'est dédié aux victimes hommes, contrairement au Royaume-Uni ou à l'Allemagne. Les associations qui aident les victimes de viol, telles que Collectif féministe contre le viol, Stop violences femmes ou encore SOS femmes, tendent à exclure par leur nom les hommes, même si elles leur sont ouvertes.
Il existe aussi un grand tabou autour des viols d'hommes. Les Dr Maeve Eogan et Deirdra Richardson, respectivement directrice médicale du centre de traitement des victimes d’agression sexuelle (Sexual Assault Treatment Unit, SATU) du Rotunda Hospital et examinatrice médico-légale des agressions sexuelles, rapportent que le viol des hommes est toujours un sujet tabou et a une connotation négative parmi les hommes hétérosexuels et homosexuels. Généralement, les hommes qui sont victimes essayent de se cacher et nier leur victimation, semblablement aux victimes femmes, sauf s'ils ont des blessures graves. À terme, ceux-ci pourront être très vagues dans l'explication de leurs blessures lorsqu'ils sollicitent des services médicaux ou psychiatriques. Il est difficile pour les hommes victimes, qu'ils soient hétérosexuels ou homosexuels, de déclarer l'agression sexuelle dont ils ont fait l’expérience, surtout dans les sociétés avec de fortes normes masculines. Un conseiller indien, Ajay Sathyan, dit même : « Ils n'ont pas de plateforme pour en parler. Même les familles ne veulent pas le reconnaitre publiquement. » Ils ont peur que les gens doutent de leur orientation sexuelle et qu'ils les voient comme des homosexuels. Pour certaines victimes, être perçu comme homosexuel peut être vu comme explication du viol.
Enfin on peut noter qu'aux États-Unis, les victimes de sexe masculin, y compris les mineurs, sont forcées à payer une pension alimentaire à leur violeuse lorsqu'un enfant a été conçu lors du viol,,. Plusieurs affaires juridiques très médiatisées d'atteinte sexuelle sur mineur commise par des femmes sur des garçons aux États-Unis, impliquaient des enseignantes ayant des relations sexuelles illégales avec leurs élèves mineurs (voir par exemple Mary Kay Letourneau).

### Sanctions faibles
Le viol et les autres violence sexuelles sont faiblement ou peu souvent sanctionnées sur le plan juridique, qu'il s'agisse de juridictions nationales ou internationales, et les femmes sont confrontées aux mêmes stéréotypes sexistes dans les deux cas.

## Historique de la perception du viol
Plus profondément, c'est la question du consentement qui est posée par l'histoire du viol : d'une part, culturellement, la naissance de l'intimité et d'une vision du sujet capable d'autonomie et d'autre part, juridiquement, la nécessité de pouvoir s'appuyer sur des indices matériels pour déterminer le consentement ou son absence ont mené à la reconnaissance de l'existence d'une conscience distincte de ce qu'elle « fait ». Pour Vigarello, l'histoire du viol est alors « celle des obstacles au dessaisissement d'une liaison trop immédiate entre la personne et ses actes ». S'il y a donc une histoire du viol qui est possible, c'est parce que le poids du soupçon porté sur le non consentement varie avec le temps et les systèmes d'oppression.
L'explosion actuelle des chiffres s'accompagne d'une attention marquée au versant psychologique qui s'ajoute à ceux plus visibles mais plus superficiels qui ont longtemps dominé : ce qui auparavant était d'abord honte morale et offensive sociale s'est transformé en irrémédiable traumatisme et atteinte intime des victimes. La plus grande égalité entre hommes et femmes a rendu plus intolérables les violences anciennes et le modèle de domination qu'elles concrétisent.

## Géographie des cultures et de leur rapport au viol
Environ 20 % des pays de la planète, soit 35 états, ont une loi qui offre une protection juridique contre le viol, laquelle « semble appropriée et respectée », selon les données les plus récentes du centre de développement de l'OCDE. Trente-cinq autres nations ont aussi une législation spécifique contre le viol, mais il y a des problèmes dans l'application de la loi. Quelque 40 % des 160 pays recensés par l'OCDE ont donc une loi spécifique contre le viol. Mais, dans la moitié des cas, l'application de la loi est déficiente, selon les rapports transmis à l'OCDE par des ONG sur le terrain ou par la Convention sur l'élimination de toutes les formes de discrimination à l'encontre des femmes (CEDEF). Soixante-six pays ont une loi contre le viol, mais la législation elle-même est inappropriée ou incomplète. Gaëlle Ferrant, l'économiste du Centre de développement de l'OCDE qui a produit et analysé toutes ces données, donne l'exemple de l'Azerbaïdjan, où le viol marital n'est pas inclus dans la loi. Environ 17 % des pays recensés, soit 27 pays, ont des semblants de législation ou des projets de loi à l'étude. Dans tous les cas, « ces pays permettent d'une façon ou d'une autre à l'agresseur d'échapper à l'emprisonnement, soit parce que la loi n'existe pas, soit parce que la loi est en cours, soit parce qu'elle permet à l'agresseur d'épouser la victime ou de la dédommager financièrement pour échapper aux problèmes », explique Gaëlle Ferrant. Un seul pays, l'Arabie saoudite, n'a pas du tout de loi sur le viol,.

### Aspects juridiques et culturels du viol dans les nations

#### Allemagne
- En Allemagne, jusqu'en juillet 2016, l'absence de consentement n'entrait pas dans les critères juridiques permettant de qualifier un viol[76]. Auparavant, la victime présumée devait pouvoir démontrer qu'elle avait tenté de s'enfuir ou de se défendre pour faire reconnaître son viol. Les rapports imposés sous la menace de représailles professionnelles ou lorsque la victime était ivre, inconsciente ou tétanisée, n'étaient donc pas considérés comme des viols. Le texte de loi précédent était depuis longtemps critiqué pour son caractère restrictif. Les agressions sexuelles du Nouvel An 2016 en Allemagne qui n’ont abouti à aucune condamnation, et le procès pour « dénonciation calomnieuse » d’un mannequin, Gina-Lisa Lohfink, qui avait porté plainte pour viol ont abouti, sous la pression populaire[77], à une évolution législative définissant désormais tout acte sexuel commis « contre la volonté identifiable d’une autre personne » comme infraction pénale.

#### Suède
- La Suède, pourtant souvent considéré comme le meilleur pays au monde où vivre en tant que femme[78], arrive en 2007 en tête des plaintes pour viol en Europe avec 15 dépôts de plainte par jour. « Les victimes sont de plus en plus jeunes. En 2006, deux tiers d’entre elles avaient moins de 30 ans. Plus de la moitié étaient ivres. Et la majorité n’avait jamais rencontré son agresseur, vingt-quatre heures avant le viol ». selon Christian Diesen, professeur de droit à l’université de Stockholm et coauteur d'une enquête sur le sujet. Entre 1990 et 2006, le nombre de plaintes a été multiplié par 4, sans que ce soit dû selon l'auteur à une augmentation du nombre de viols, mais au nombre de plaintes rendues possibles par la nouvelle législation de 2005 qui reconnaît comme un viol l'abus d'une victime en état d'ébriété quand la consommation d'alcool atténuait auparavant l'infraction en agression sexuelle. Selon Klara Hradilova-Selin, chercheur au Conseil national de la prévention du crime, l’évolution des mœurs aurait sa part de responsabilité dans l’augmentation des viols. Elle évoque notamment une « vie nocturne riche, des rencontres sur Internet et l’augmentation de la consommation d’alcool », ce qui expliquerait que les agresseurs soient de plus en plus souvent des personnes que les victimes ne connaissent pas ou peu. 13 % des plaintes ont donné lieu en 2006 à une inculpation et 10 % à une condamnation[79]. Bien que le rapprochement puisse être polémique, il est à noter que la Suède a aboli la prostitution depuis 1999[80].

#### Inde
- En Inde[81], une culture du viol, caractérisée par une fréquence élevée des violences contre les femmes et l’absence de sanctions, semble indissociable du système de castes. Les violences sexuelles de caste, à la fois oppressives et opportunistes, sont vécues comme destinées à réduire la communauté des Intouchables au silence. Les auteurs hindous de ces agressions, qui appartiennent à une caste supérieure, sont considérés comme à l’abri de la justice. Rashida Manjoo, rapporteur spécial des Nations unies, souligne qu’il y a « une attitude patriarcale profondément ancrée chez les policiers, les procureurs et les juges. » Les membres de la police, du système judiciaire et de la fonction publique s’entendent fréquemment avec les auteurs des viols pour empêcher les femmes intouchables de porter plainte et d’obtenir réparation. Le 19 mars 2013 une loi dite « antiviol » est votée après de nombreuses manifestations contre la culture du viol à la suite du viol d'une jeune femme dans un bus par six hommes ayant entraîné sa mort. Une peine minimale de sept ans de prison est instaurée. La peine maximale, en cas de récidive, est la peine de mort. La définition du viol a été étendue mais le viol conjugal n’est toujours pas reconnu[82]. Des tribunaux coutumiers continuent néanmoins à condamner des femmes à des viols collectifs en punition de fautes qui ne sont parfois même pas les leurs, ou qui peuvent sembler dérisoires[83]. En 2015, l'Inde interdit la diffusion d'un documentaire sur le viol collectif qui avait permis l'évolution législative[84].

#### Pays appliquant le droit pénal musulman
- L'Afghanistan, Brunei, l'Iran, le Koweït, la Libye, les Maldives, Oman, le Pakistan, le Qatar, le Soudan, les Émirats arabes unis, le Yémen, la Malaisie (certaines provinces), le Nigeria, l'Indonésie appliquent le droit pénal musulman fondé sur la charia dans lequel le viol n'est traditionnellement analysé par la science du droit islamique (fiqh) que comme un cas particulier du crime de fornication (zinâ : tout rapport sexuel hors mariage). Le violeur est passible de la lapidation s'il a déjà été marié ou de 100 coups de fouets et d'un an d’exil s'il ne l'a jamais été[85]. Quant à sa victime, elle est exemptée de toute punition[86]. Mais il est parfois pour les victimes extrêmement périlleux de faire valoir leurs droits[87].

#### Tunisie
- En Tunisie, selon l'article 227 bis du code pénal tunisien, « Est puni d’emprisonnement pendant six ans, celui qui fait subir sans violences, l’acte sexuel à un enfant de sexe féminin âgé de moins de quinze ans accomplis. La peine est de cinq ans d’emprisonnement si l’âge de la victime est supérieur à quinze ans et inférieur à vingt ans accomplis. La tentative est punissable. Le mariage du coupable avec la victime dans les deux cas prévus par le présent article arrête les poursuites ou les effets de la condamnation »[88].

#### Maroc
- Le 10 mars 2012, la jeune Amina Filali, contrainte d'épouser son violeur, se suicide, choquant profondément le Maroc. En janvier 2014, le parlement marocain vote à l'unanimité des présents un amendement afin qu'un violeur ne puisse plus échapper aux poursuites en se mariant à sa victime[89]. En 2017, une jeune femme se fait agresser sexuellement dans un bus par 6 hommes qui filment la scène et la diffusent sur les réseaux sociaux. Des manifestations contre la culture du viol sont organisées dans les grandes villes du pays[90],[91]. Ces manifestations provoquent en réaction des appels à la haine et au viol : une page Facebook suivie par 450 000 abonnés pose la question « Est il permis de la violer ou pas ? » en affichant la photo du bas du corps d'une jeune femme[92], un réalisateur marocain s'interroge quant à lui sur la nécessité de violer des femmes quand des homosexuels « rêvent d'être violés et sont même prêts à payer pour ça »[93]. Au Maroc, selon les chiffres de l’Observatoire national de la violence faite aux femmes, les deux tiers des cas de violences sexuelles se déroulent dans l’espace public. Il s’agit, dans plus de 90 % des cas de viols ou de tentatives de viol dont les victimes sont principalement des femmes de moins de 30 ans. La sociologue Soumaya Naamane Guessous explique : « Jusque dans les années 60, les femmes n’ont tout simplement pas le droit d’accéder à l’espace public. Du coup, dans les mentalités, la femme dans la rue est une proie potentielle ou une bête à abattre »[94].

#### Tchad
- Au Tchad, en février 2016, la diffusion sur les réseaux sociaux du viol collectif d'une jeune femme par des fils de généraux entraîne des manifestations réprimées par la police qui provoque la mort de 2 lycéens[95].

#### Kenya
- Au Kenya en 2013, une adolescente de 16 ans rentrant des obsèques de son grand-père est violée par 6 hommes qui la jettent ensuite dans une fosse de 6 mètres de profondeur servant de latrines. Elle est blessée à la colonne vertébrale et restera paralysée, ne pouvant se déplacer qu'en fauteuil roulant. Ses agresseurs sont seulement condamnés à tondre la pelouse du poste de police puis sont libérés. L'association kényane Femnet (réseau de communication pour le développement des femmes en Afrique) lance une pétition internationale demandant un nouveau procès qui dès le lendemain recueille déjà 550 000 signatures. Selon une étude de 2009, 68 % des femmes et 54 % des hommes kényans ont été victimes d'agression sexuelle. À la suite du tollé, le procureur Keriako Tobiko a assuré avoir ordonné de nouvelles arrestations. Il a également fait ouvrir une enquête contre le policier qui a traité la plainte de l'adolescente « d'une façon cruelle », selon lui. « La plaignante a dû les supplier pour que sa demande soit prise en compte »[96].

#### Japon
- Le Japon a adopté à la mi-juin 2017, à la suite d'un scandale[97], une série d’amendements à la législation sur les délits sexuels qui n’avait pas évolué depuis 1907. Les violeurs risqueront désormais cinq ans d'emprisonnement contre trois précédemment et la notion de viol circonscrite à la seule pénétration vaginale par un pénis a été élargie à d'autres agressions sexuelles. Un homme pourra ainsi être aussi considéré comme victime et les autorités pourront se saisir elles-mêmes des affaires sans nécessité préalable d'un dépôt de plainte[98]. Avec une population de près de deux fois celle de la France, 1 409 viols ont été déclarés en 2013 au Japon quand la France en déplorait 11 171. Le ministère des Affaires étrangères japonais aime à rappeler que son pays est « le plus sûr du monde ». L'affirmation est tout de même à nuancer si on considère une réalité masquée par un système juridique et social qui pousse les victimes de viol à ne pas porter plainte : 70 % des viols subis ne seraient pas rapportés aux autorités et la reconnaissance du viol, comme dans d'autres pays, nécessitait jusqu’ici un non-consentement explicite excluant l'inconscience ou la surprise[99]. Culturellement, l'injonction faite aux femmes japonaises d'être dociles et discrètes et la différence faite entre tsūyō (vrai viol) et fushizen (fausse agression) pourraient peut être expliquer en partie ce silence[100]. Par ailleurs, sans présumer de son influence sur une incidence du viol plus ou moins élevée selon comment on la considère, il faut noter le phénomène particulier de la pornographie japonaise particulièrement riche en scènes de viol (Gōkan play), Shibari, et jeunes écolières[101] qui traverse une société japonaise dans laquelle le sexe est partout et nulle part[102].

#### Corée du Sud
- En Corée du Sud, en 2006, 5 filles âgées de 13 à 16 ans sont violées à de nombreuses reprises par une quarantaine d'étudiants donnant lieu à une controverse du fait du traitement infligé par la police aux jeunes filles[103].

#### France
En France, une étude Ipsos pour l'association « Mémoire traumatique et victimologie » effectuée en novembre 2021 indique que 82 % des personnes interrogées estiment que « forcer sa partenaire à avoir un rapport sexuel alors qu'elle refuse » est un viol, mais ce taux n'est que de 59 % parmi les hommes entre 18 et 24 ans. L'étude relève également que 11 % des sondés, tous âges et genres confondus, pensent que « lorsque l'on essaye d'avoir des relations sexuelles avec elles, beaucoup de femmes disent "non", mais ça veut dire "oui" ». Des enquêtes précédentes relevaient des taux du même avis pour 19 % des sondés en 2015, puis 17 % en 2019. Pour la tranche d'âge des 18-24 ans, en 2022, ce sont 23 % qui approuvent cette affirmation ; les répondants masculins de ces âges étant même 34 % à l'approuver. En ce qui concerne l'affirmation « beaucoup de femmes prennent du plaisir à être forcées », elle est estimée valide par 23 % des 18-24 ans, et celle disant que les femmes aiment « être humiliées et injuriées » est estimée correcte par 36 % d'entre eux. De plus, la mise en doute des paroles de la victime et l'atténuation de la responsabilité des agresseurs si la victime est droguée ou alcoolisée sont assez marquées dans cette tranche d'âge. La psychiatre et présidente de l'association « Mémoire traumatique et victimologie », Muriel Salmona, souligne un problème fort quant à la notion de consentement de ces jeunes, en liant cela à une exposition précoce à des documents pornographiques « avec des contenus souvent violents et dégradants envers les femmes et une érotisation de la haine et de la violence ».
En 2025, la France, bien que signataire de la Convention d'Istanbul depuis 2011 et ratificatrice depuis 2014, n'a toujours pas intégré la notion de libre consentement dans sa législation. Pour le Code pénal, le viol est un acte de pénétration sexuelle commis avec violence, contrainte, menace ou surprise, trois éléments démontrant l’absence de consentement de la victime, mais la notion de libre consentement n'y est pas explicitement citée. Une proposition de loi, déposée le 21 janvier 2025, vise à combler cette lacune en définissant le consentement comme libre, spécifique et révocable à tout moment, et en précisant que le silence ou l’absence de résistance ne saurait être interprété comme un consentement. Ce texte permettrait à la fois d'aligner le Droit français sur celui du contexte européen et de lutter contre les classements sans suite massifs des plaintes pour viol ou agression sexuelle, un phénomène notamment dénoncé par la Commission nationale consultative des droits de l'homme le 18 mars 2025.

### Phénomènes transnationaux se rapportant à une ou des cultures du viol

#### Tests de virginités imposés
Dans de nombreux pays du monde, pays occidentaux compris, comme la Suède, sous couvert d'un retour du traditionalisme religieux ou de son maintien, des médecins délivrent des certificats de virginité impliquant des touchers vaginaux non consentis sur de jeunes femmes souvent mineures. Les tests de virginité ont été utilisés en Égypte et en Tunisie à l'occasion des manifestations de la Place Tahrir et du Printemps arabe comme instrument de coercition contre les opposantes politiques dans le but de les inculper pour prostitution, Amnesty International et Human Rights Watch (HRW) ont dénoncé comme une forme de torture et de violence sexuelle cette pratique. En Algérie, où l'examen de virginité est une pratique courante dans le cadre du mariage, une pétition recueillant 1 200 signatures s'indigne de l'examen imposé à deux jeunes femmes de 17 ans en 2013 par des policiers dans le cadre d'un inculpation pour « incitation à la débauche » du seul fait qu'elles étaient accompagnées de garçons,. En Indonésie, ce test dit « des deux doigts » est imposée à toute aspirante à entrer dans l'armée afin de s'assurer de sa « vertu ». Les femmes désirant épouser un militaire seraient obligées elles aussi de s'y soumettre,. En France et au Québec, le conseil national des médecins et le président du collège des médecins ont dû appeler leurs confrères à ne plus pratiquer d’examens de virginité,.

#### Mariages forcés
Partout dans le monde, mais plus principalement au Maghreb, au Moyen-Orient, en Afrique et dans certains pays d'Asie, de jeunes filles, parfois n'ayant pas 10 ans, sont contraintes sous la pression familiale de se soumettre à un mariage forcé impliquant des rapports sexuels non consentis et des grossesses non désirées.[réf. nécessaire]

#### Esclavage sexuel
Un rapport des Nations unies donne l'estimation annuelle d'un million de femmes ou petites filles impliquées par la force dans le commerce et/ou l'esclavage sexuel.[réf. nécessaire]

#### Crimes d'honneur
Pour de nombreuses sociétés (sociétés méditerranéennes, Moyen-Orient et cultures arabes, Inde, Pakistan, Amérique latine, sud des États-Unis…), marquées par la culture de l'honneur, le crime d'honneur agit comme une puissante menace pour les femmes qui refuseraient un mariage arrangé ou des faveurs sexuelles. Une victime de viol peut par ailleurs être tuée par les propres membres de sa famille pour laver l'honneur de la famille.

#### Viols de guerre
Le viol est aussi utilisé comme une arme de guerre.

#### Agressions sexuelles de masse
Ponctuellement, à différents endroits du monde, des phénomènes d'agressions sexuelles de masse sont relatés.

## Critiques adressées à la notion de «culture du viol»

### Critiques américaines

#### Réseau américain contre le viol, la maltraitance et l'inceste
Le « Rape, Abuse & Incest National Network » (RAINN), l'une des plus importantes organisations nord-américaines contre la violence sexuelle, fait des recommandations à la Maison-Blanche à travers un rapport détaillé concernant la lutte contre le viol au sein des campus universitaires, et identifie des problèmes liés notamment au fait d'accorder trop d'importance au concept de culture du viol comme moyen de prévention et cause du viol, notant que

« Ces dernières années, il a été constaté une tendance malheureuse à jeter la faute sur la « culture du viol » pour des violences sexuelles largement répandues sur les campus. Bien que ce concept soit utile pour signaler les barrières systématiques auxquelles on se heurte lorsque l'on tente d'aborder ce problème, il est important de ne pas perdre de vue un fait basique : Le viol n'est pas causé par des facteurs culturels, mais par un petit pourcentage des membres de la communauté consciemment décidés à commettre un crime violent. »

Le RAINN reprend l'estimation qui montre qu'à l'université 90 % des viols seraient commis par 3 à 7 % des hommes, bien qu'il mentionne qu'il n'y ait pas de chiffres fiables concernant les auteures de sexe féminin. Le RAINN affirme que le viol est le fait d'une minorité d'individus ayant décidé d'ignorer le message communément intégré affirmant que le viol est une faute. Le rapport soutient que la tendance visant à diriger l'attention sur les facteurs culturels supposés cautionner le viol « a l'effet paradoxal qui est celui de rendre la violence plus difficile à arrêter, étant donné qu'il éloigne l'attention de l'individu mis en cause, et de toute évidence atténue la responsabilité personnelle envers ses propres actions ».

#### Camille Paglia
Dans son livre de 1994, Vamps and tramps, Camille Paglia affirme : « Le discours sur le viol a déraillé dès le début à cause de sa formulation absurde, selon laquelle le viol serait « un acte de violence, mais pas un acte sexuel », mantra qui a aveuglé les médias américains. »
Dans une interview de 2013, la professeure Camille Paglia décrit les inquiétudes concernant la culture du viol comme « ridicules » et « névrotiques », un artefact de l'idéologie bourgeoise libérale considérant que les individus sont essentiellement bons et que tous les problèmes sociaux peuvent être résolus par l'éducation. Le concept de la culture du viol porte préjudice aux jeunes femmes éduquées, soutient Paglia, car elles ne sont pas préparées à anticiper ou à faire face à la petite minorité de personnes malveillantes dans le monde qui ne se soucie tout simplement pas de suivre la loi ni d'obéir aux conventions sociales. De plus, dit Paglia, les partisanes féministes de la culture du viol ont tendance à ignorer entièrement les hommes victimes d'agressions sexuelles.

#### Caroline Kitchens, Heather, Mac Donald et Joyce E. Williams
Dans un article de 2014 publié dans Time Magazine et intitulé « Il est temps d'arrêter l'hystérie de la culture du viol », Caroline Kitchens, chercheuse à l'American Enterprise Institute, suggère que « bien que le viol soit certainement un problème sérieux, il n'y a pas de preuve qu'il puisse être envisagé comme norme culturelle… Sur les campus universitaires, l'obsession d'éradiquer la culture du viol a mené à la censure et à l'hystérie ».
Heather MacDonald, une commentatrice politique, a indiqué que « dans une sorte de délicieuse ironie historique, les baby boomers qui ont démantelé l'architecture intellectuelle de l'université en faveur du sexe débridé et de la contestation ont fini par bureaucratiser les deux ».
Selon Joyce E. Williams de l'université des femmes du Texas, « la critique fondamentale de la culture du viol et de la théorie féministe dont ce concept émane consiste en l'unique et rigide insinuation que toutes les femmes sont abusées par tous les hommes ».

#### Christina Hoff Sommers-Bell Hooks
Christina Hoff Sommers met en cause l'existence de la culture du viol, soutenant que la fameuse affirmation selon laquelle « une femme sur quatre sera violée durant sa vie » repose sur une étude qui présente des failles mais qui reste souvent citée car cela aide les groupes anti-viol des campus à recevoir des financements publics.
Sommers a également analysé et critiqué beaucoup d'autres études sur le viol pour leur méthodologie et leurs affirmations. « Il existe de nombreux chercheurs qui étudient l'agression qu'est le viol, mais leur discrétion ne génère pas des têtes d'affiche ».
Sommers et d'autres ont précisément remis en cause l'étude de 1984 souvent citée et dans laquelle Mary Koss soutient qu'une femme sur quatre a été victime de viol pendant ses années à l'université, montrant celle-ci du doigt pour l'exagération du viol contre les femmes tout en minimisant l'incidence des actes sexuels forcés dont les hommes sont victimes. Selon Sommers, jusqu'à 73 % des sujets de l'étude de Koss ont contesté sa qualification sur le fait qu'elles aient subi un viol[réf. souhaitée], alors que d'autres ont souligné le fait que l'étude de Koss reste focalisée sur la victimisation des femmes, minimisant l'importance de la victimisation sexuelle des hommes, même si ses propres données indiquent qu'un homme sur sept a été victime de relations sexuelles non consenties à l'université[réf. souhaitée]. Sommers fait remarquer que Koss avait volontairement limité la définition des expériences sexuelles involontaires pour les hommes à des situations où les hommes ont été pénétrés[réf. souhaitée], excluant ainsi toutes autres formes d'agressions sexuelles qui sont comptabilisées dans le cas des femmes.
D'autres auteurs, tels que Bell hooks, ont critiqué le paradigme de la culture du viol pour sa visée trop étroite ; en 1984, elle écrit que celui-ci ignore la place du viol au sein d'une « culture de la violence » englobante. En 1993, elle a participé à l'écriture d'un livre sur la culture du viol à travers un chapitre qui s'intéresse de près à la culture du viol dans le contexte patriarcal de la culture noire.

#### Jadaliyya
Jadaliyya, une initiative de l'institut des Études arabes, a publié une autre critique du concept de culture du viol, affirmant que les orientalistes s'étaient emparés du terme pour promouvoir les stéréotypes racistes sur les hommes arabes et musulmans, aussi bien que les stéréotypes sur les hommes d'Asie du Sud dans les médias et les milieux académiques occidentaux. Cette critique établit des liens entre les reportages médiatiques qui diabolisent les hommes du Moyen-Orient et de l'Asie du Sud comme étant « racialement enclins au viol » et des tactiques similaires employées par les Britanniques dans leur campagne de propagande raciste contre les Indiens pendant la rébellion de 1857 qualifiant les combattants de la résistance de violeurs.
Les Nations unies ont conduit une Étude multinationale sur les Hommes et la violence en Asie et dans le Pacifique en 2008 dans six pays à travers l'Asie. Ses conclusions, publiées en 2013, semblaient indiquer qu'un nombre important d'hommes dans les pays d'Asie admettent avoir commis une forme de viol. Les conclusions générales de l'étude concernant les chiffres élevés du viol ont été reconnues comme fiables ; néanmoins, les questions sur son exactitude continuent à alimenter le débat sur la manière dont les sociétés comprennent le viol et les normes sociales. Un regard plus attentif à la méthodologie employée par l'étude révèle des questions quant à la définition du viol selon la culture, à l'étendue de l'échantillon étudié, à la conception de l'enquête, et à la précision linguistique, tout ceci soulignant les défis continus à essayer de quantifier la prévalence du viol.

### Critiques canadiennes
Il existe au Canada de nombreuses réactions antiféministes, dont certaines s'exercent par la voix de chroniqueuses s'exprimant dans de grands médias canadiens, tels que le National Post, le Globe and Mail, la CBC et qui font le lien ou diffusent elles-mêmes ces théories antiféministes et misogynes dans des médias d'extrême droite tels que The Rebel ou Quillette, Les arguments communs se déclinent selon quatre thèmes :
- La culture du viol n’existe pas, et les féministes qui disent le contraire sont hystériques.
- Les affirmations féministes sur la culture du viol mettent en danger la liberté d’expression.
- Les femmes sont responsables des violences sexuelles et les hommes sont victimes de l’idée de la culture du viol.
- La culture du viol existe, mais seulement à l’extérieur du Canada.

Parmi ces chroniqueuses, choisies selon Carrie Rentschler, une universitaire de McGill, dans le cadre « stratégies de droite qui placent les femmes – et des provocatrices de plus en plus jeunes et expertes en médias – au centre de leur action et de leurs porte-paroles contre le féminisme », figurent notamment Barbara Kay, Margaret Wente, Debra Soh ou Robyn Urback

#### Barbara Kay
Barbara Kay, une journaliste canadienne, critique le débat lancé par la féministe Mary Koss autour de la culture du viol, décrivant cette notion « du viol comme un comportement extrême mais dans une continuité avec le comportement masculin habituel au sein de la culture » comme étant « d'une remarquable misandrie ».

### Critiques françaises

#### Élisabeth Badinter
Si la philosophe Élisabeth Badinter rend hommage au féminisme actuel[Quand ?], qui a donné au viol sa véritable signification, et qui s'est fortement mobilisé en faveur des victimes, et considérant de plus que le viol est effectivement largement sous-évalué dans tous les pays, en 2003 dans son livre Fausse route. Réflexions sur 30 années de féminisme, elle se dit stupéfiée par les estimations des féministes les plus radicales. Reprenant les affirmations de Catharine MacKinnon pour laquelle « 44 % des Américaines ont subi un viol ou une tentative de viol […], 4,5 % sont victimes d'inceste paternel et 12 % de la part d'autres hommes de la famille, ce qui fait un total de 43 % de toutes les filles ayant l'âge de 18 ans », Élisabeth Badinter regrette l'origine inconnue des chiffres avancés et les méthodes de calcul peu compréhensibles, et suspecte une manipulation. Pour elle, l'objectif évident est de montrer qu'une Américaine sur deux est victime d'une violence masculine abominable, qui serait pourtant la norme, autorisant ainsi à parler de rape culture.
Elle critique de plus l'étude de Mary Koss qui voudrait qu'une étudiante sur quatre soit victime d'un viol ou d'une tentative de viol, en mettant en avant le fait que sur ces « victimes », seule un quart appelait ce qui leur était arrivé « viol » et que 42 % eurent à nouveau des rapports sexuels avec leur supposé violeur.
D'une manière générale, Élisabeth Badinter déplore la logique de l'amalgame qui prévaut selon elle dans l'idéologie de la culture du viol : pour les féministes radicales défendant la notion, toute agression sexuelle est un viol, toute pression psychologique est une agression, toute séduction est une pression psychologique, toute séduction est donc un viol.

#### Peggy Sastre
Pour la journaliste scientifique Peggy Sastre,

« cette notion de "culture du viol" est extrêmement problématique, pour reprendre un vocable à la mode, et elle n'est absolument pas "démontrée". Nous vivrions dans une société qui tolérerait, excuserait, voire approuverait le viol ? Est-ce que la hausse exponentielle des condamnations pour violences sexuelles que l'on observe notamment en France ces cinquante dernières années en fait partie ? La charge réputationnelle qui pèse sur les auteurs de délits et de crimes sexuels une fois qu'ils ont purgé leur peine? Le fait qu'il s'agisse à la fois d'individus présentant parmi les plus faibles taux de récidive et qui sont confrontés aux plus grandes difficultés de réinsertion ? Ou encore qu'il n'y a pas mieux pour détruire la vie de quelqu'un que de l'accuser à tort d'avoir commis ce genre de violences ? Il m'est souvent arrivé d'avancer ces arguments en milieu militant pour qu'on me réponde un charabia infalsifiable. Qu'on me dise que la stigmatisation des violeurs est la preuve que le viol exerce une fascination et donc qu'il est banalisé, et donc que la "culture du viol" existe. »